# Great Island (ö i Irland)
Great Island är en ö i republiken Irland.   Den ligger i grevskapet County Cork och provinsen Munster, i den södra delen av landet, 210 km sydväst om huvudstaden Dublin.